# Dactylorhiza sooi
Dactylorhiza sooi är en orkidéart som först beskrevs av Joseph Ruppert och Károly Rezsö Soó von Bere, och fick sitt nu gällande namn av Károly Rezsö Soó von Bere. Dactylorhiza sooi ingår i Handnyckelsläktet som ingår i familjen orkidéer. Inga underarter finns listade i Catalogue of Life.